# Danaé (Blanchard)
Pour les articles homonymes, voir Danaé (homonymie).
Danaé est une huile sur toile peinte par Jacques Blanchard (1600-1638) entre 1631 et 1633 et conservée au musée des Beaux-Arts de Lyon en France. L’œuvre mesure 0,93 mètre de hauteur et 1,30 mètre de largeur. Ce tableau était probablement destiné à un amateur.

## Historique de l'œuvre

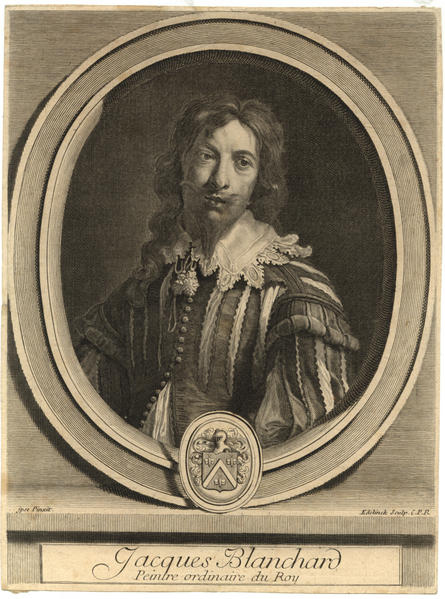
Jacques Blanchard par Gérard Edelinck.

Il a été acquis par le musée des Beaux-Arts de Lyon en 1990 grâce à un achat dans le commerce d’art.

## Thème
Ce peintre a peint beaucoup de nus. C’est le cas de cette toile, où il reprend les caractéristiques des nudités mythologiques sensuelles.
Ce tableau reprend le mythe de Danaé. Danaé a été emprisonnée dans une tour d’airain par son père, Acrisios, puisqu'un oracle lui a prédit qu’il serait tué par son petit-fils. Mais Zeus, parvient à pénétrer dans la tour sous la forme d’une pluie d’or. De cette union naîtra un enfant, Persée.
Danaé ne pourra dissimuler cet enfant à son père Acrisios qui, furieux, l'enfermera elle et son fils dans un coffre qu’il jettera la mer. Arrivés sur les rives de Sérifos, ils seront secourus par le roi Polydecte qui voudra épouser Danaé. Voyant Persée comme un danger, le roi l’envoie combattre la gorgone Méduse. Persée réussit à vaincre Méduse et revient vers sa mère. Il ramène la tête mortelle de la gorgone avec laquelle il changera le roi en pierre et réussit à ramener sa mère à Argos. Persée finira par tuer accidentellement son grand-père, Acrisios, réalisant ainsi l’oracle.

## Description
Le tableau de Jacques Blanchard traitant de Danaé rend compte de la beauté féminine et du désir du peintre de représenter la beauté féminine. Dans ce tableau, il y a l’évidente sensualité de Danaé qui est mise en avant ainsi qu’une part d’érotisme notamment grâce à la position du corps de Danaé et à sa tête penché en arrière. Mais aussi par le contraste entre le corps pâle de Danaé et le choix de couleur (les tons de rouge) des draperies sur lesquelles elle est allongée. Cela rappelle le travail  de Jean Daret (1613-1668), peintre français.

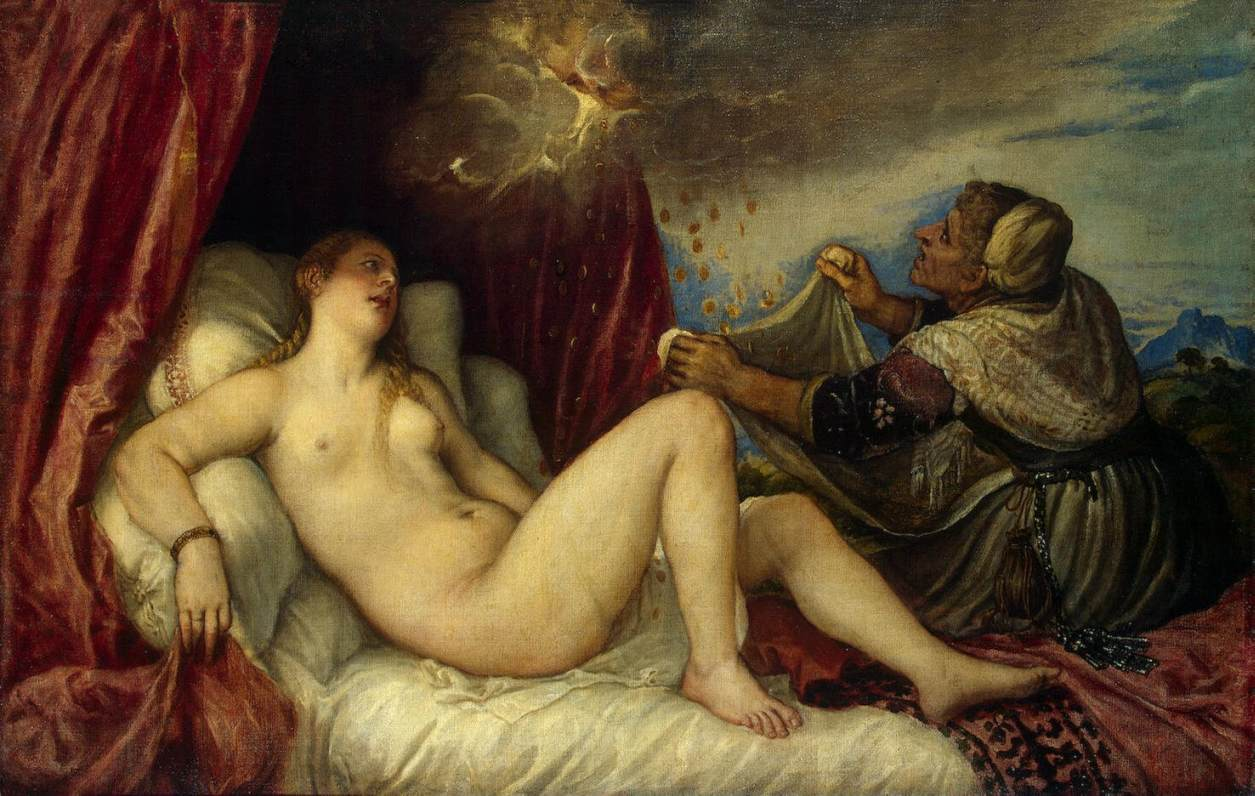
Danaé par Titien.

Ce tableau a aussi un effet décoratif avec les draperies rouges aux liserés dorés et les couleurs chaudes qui donnent un effet somptueux. 
Ce tableau rappelle les peintures vénitiennes avec la composition en frise. Il est aussi empreint d’une évidente influence de Titien (Danaé, musée de Vienne), avec notamment l’accumulation des nuages et le profil de Jupiter surgissant dans les nuages. Mais, en même temps, il s’en démarque en plaçant de façon exactement antithétique la servante présente sur le tableau : derrière les jambes de Danaé.

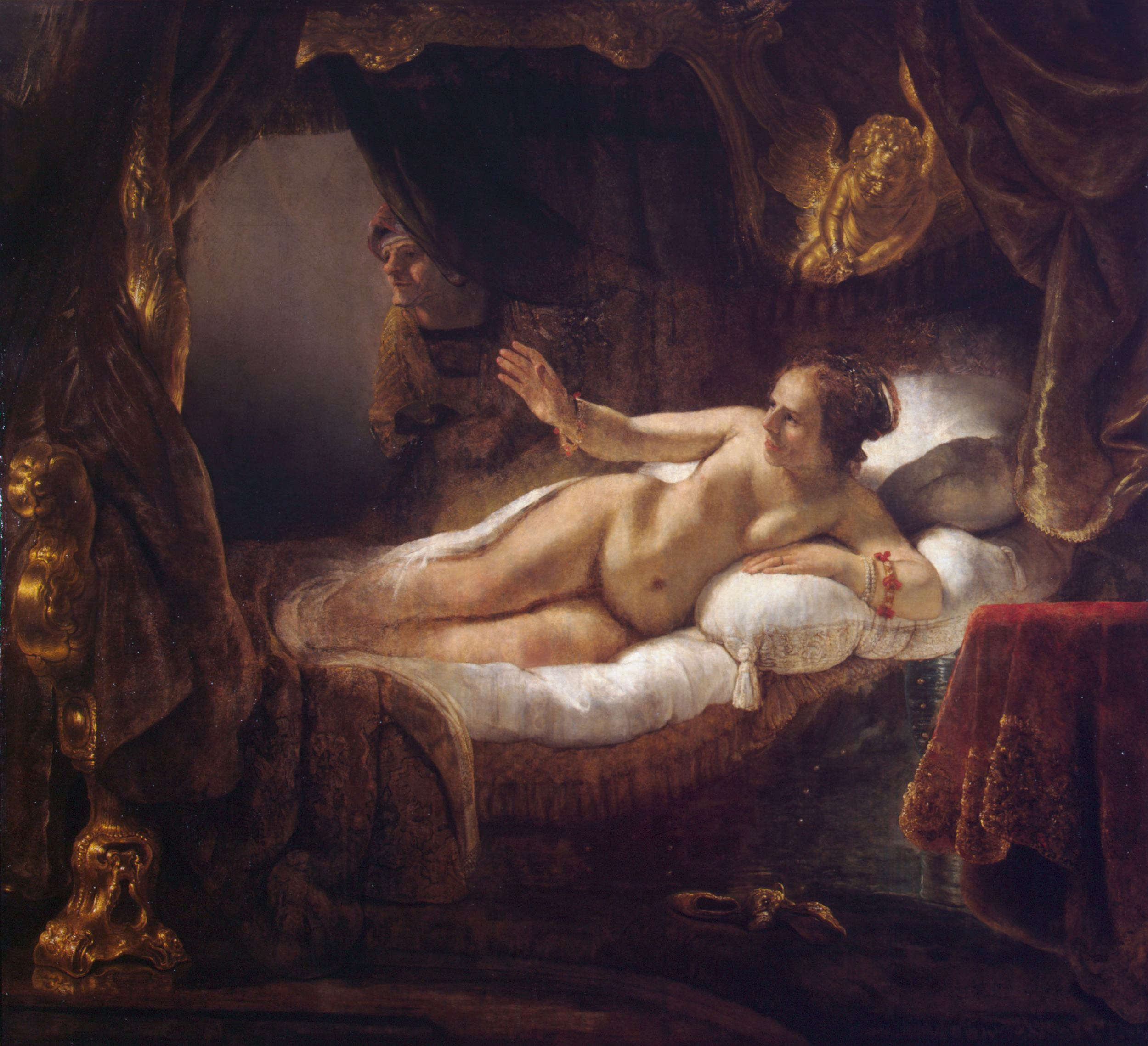
Danaé par Rembrandt.

De plus, Jacques Blanchard reprend l’ancienne tradition iconographique de la Renaissance en faisant apparaitre l’amour (l’ange), comme nous pouvons le voir dans l'œuvre de Rembrandt nommé Danaé. Cette toile fait partie d’un courant d’œuvres à caractères décoratifs et mythologiques.
Une autre version de Danaé de Jacques Blanchard existe au musée du Palais à Pouchkine (Moscou) mais c’est une version « plus habillé » de Danaé. Il y a aussi une légère différence au niveau de l’agencement des draperies. Jacques Blanchard aimait répéter ses compositions, c’est pourquoi d’autres versions de Danaé existent mais elles ont disparu et certaines ont été représentées en gravure par De La Court comme Danaé présente à Paris à la Bibliothèque nationale.